# 산 크리스토발역
산 크리스토발 역(스페인어: San Cristóbal)은 마드리드 지하철 3호선의 역이다. 마드리드 비야베르데 구 산크리스토발 지역의 안달루시아 대로 지하에 위치해 있다. 요금구역 상으로는 A구역에 속한다.

## 역사
2007년 4월 21일 3호선의 비야데르데 알토 연장구간 개통과 함께 처음으로 문을 열었다. 안달루시아 대로가 지나가면서 둘로 갈라진 산크리스토발 동네를 이어주는 위치에 있기 때문에 지역 주민들이 역 지하통로를 거쳐 한쪽에서 다른 쪽으로 이동할 수 있도록 되어 있다.
산 크리스토발 역은 대합실-승강장의 2개 층으로 나뉜다. 에스컬레이터와 엘레베이터가 설치되어 있어 승객의 편의를 돕는다. 승강장 길이는 167m로 비교적 긴 편이며 최대폭은 35.3m, 깊이는 22m에 달한다.

## 환승 정보
역 주변에 시내버스 정류장이 세 곳 있다. 시외버스 노선도 역 부근을 경유한다.
버스
- 시내버스
  - 59, 79번 노선 (주간)
  - N13번 노선 (야간)
- 시외버스
  - 447번 노선 (주간)

지하철
| 마드리드 지하철 | 마드리드 지하철       | 마드리드 지하철                 |
| --------------- | --------------------- | ------------------------------- |
| 비야베르데 알토 | 마드리드 지하철 3호선 | 비야베르데 바호-크루세 몽클로아 |